# Керала
Кера́ла (малаял. കേരളം, англ. Kerala) — штат на півдні Індії. Столиця — місто Тіруванантапурам.

## Економіка
Штат Керала посідає перше місце в Індії за письменністю населення (понад 90 %). Крім того, це єдиний штат Індії, де число жінок перевершує число чоловіків. Проведена майже повна телефонізація всіх сіл. Вищеперелічені факти пояснюються, в основному, політикою, що проводиться комуністичними урядами штату, а також високою часткою християн і мусульман (найстарішу в Індії християнську громаду заснував в Кералі в IV столітті Фома Канський).
Проте в економічних відносинах Керала не є передовим штатом. Незважаючи на проведені комуністами в 60-х роках земельні реформи і дуже невисокі (в порівня́нні з рештою Індії) темпи зростання населення, проблема аграрного перенаселення в штаті стоїть дуже гостро. Промисловість розвинена слабко, особливо в порівнянні з сусіднім Тамілнадом. З галузей сільського господарства найрозвиненіші виробництво каучуку, кокосових горіхів, бананів, горіхів кеш'ю. Переробка копри. Рибальство.
Істотну частину доходів штату складають грошові перекази з-за кордону (керальці, завдяки порівняно високому рівню освіти, складають дуже значну частку індійських працівників в арабських країнах). Туризм є найважливішою складовою економіки штату. Окрім пляжного відпочинку, туристів ваблять заповідники, а також традиційні медичні клініки (Кералу вважають батьківщиною медичних практик Аюрведи).

## Визначні місця
У столиці штату є один з прадавніх храмів індуїстів Падманабхасвамі-Мандір (III тис. до н. е.) і резиденція колишнього махараджі Траванкор-Кочина. У місті Кочин — найстаріша в Індії Кочинська синагога (1568).